# Dynastie Qadjar
1789–1925
Entités précédentes :
- Dynastie Zand
- Khanat d'Ourmia

Entités suivantes :
- Iran pahlavi (dynastie Pahlavi)

La dynastie Qadjar (ou qâdjâre, ou, anciennement, Kadjar/kadjare) ou des Qadjars (ou Qâdjârs/Kadjars ou, invariablement, Qadjar/Qajar/Qājār/Kadjar; en azéri : قاجارلار Qacarlar ; en persan : قاجاریان Qâjâriyân) est une dynastie iranienne d'origine turkmène (Ils sont considérés comme un sous-groupe des Azerbaïdjanais) installée sur les bords de la mer Caspienne depuis les invasions mongoles, qui régna sur l'Iran de 1789 à sa déposition par le parlement en 1925.

## Histoire
Les Qadjars, d'origine turkmène, sont issus des tribus qizilbashs qui servaient la dynastie séfévide. Après la mort de Karim Khân Zand, Agha Mohammad Khan, eunuque châtré par ce même Karim Zand, réunifie l'Iran par le fer et le sang. Vers 1794, il a éliminé ses principaux rivaux, particulièrement Lotf Ali Khan, le dernier souverain de la dynastie Zand, et étend son pouvoir sur la Géorgie et dans le Caucase.
À partir du début du XIXe siècle, le pouvoir des Qadjars est miné par la rivalité de la Russie et du Royaume-Uni dans le cadre du Grand Jeu. Les Britanniques veulent protéger les routes vers l'Inde et s'opposent aux Russes qui cherchent à s'étendre en direction du golfe Persique et en Asie centrale.
La guerre russo-persane de 1804-1813 et les traités de Golestan (1812) et Turkmanchai (1828) font perdre aux Qadjars leurs possessions dans le Caucase, au nord de l'Araxe, traités considérés comme l'une des plus grandes humiliations de toute l'histoire iranienne. Puis, dans la seconde moitié du XIXe siècle, la Russie contraint les Qadjars à lui abandonner tous leurs territoires en Asie centrale. De leur côté les Britanniques envoient des troupes pour les empêcher de reprendre Hérat et les autres territoires d'Afghanistan qui avaient été perdus depuis les Séfévides. La perte d'Hérat est entérinée par le traité de Paris (1857).
Cependant le pays s'ouvre alors à la modernité et aux techniques provenant de l'Occident. Les premières tentatives de modernisation du pays ont lieu sous le règne de Nassereddine Chah, grâce à son premier ministre Amir Kabir entre 1835 et 1852 : il réforme le système fiscal, renforce le contrôle central sur l'administration, encourage le commerce et l'industrie, et tente de réduire l'influence du clergé chiite en créant des tribunaux civils se substituant aux tribunaux religieux dominés par les mollah, ainsi que celle des puissances étrangères notamment russe et britannique. C'est lui qui fonde Dar-ol-Fonoun, premier établissement d'enseignement supérieur en Perse inauguré le 30 décembre 1851. Il est démis de ses fonctions et envoyé en exil à Kachan puis assassiné sur ordre de certains membres de la cour qui craignent pour leurs privilèges.
En 1871, sous l'influence de Mirza Hosein Khan Moshir od-Dowleh, nouveau premier ministre du chah, se met en place un gouvernement de style européen. Moshir od-Dowleh est assez rapidement révoqué par le chah, sous la pression des conservateurs, mais le mouvement réformateur est désormais en marche. Les Britanniques, vers qui les Persans se sont tournés pour contrer l'influence russe, conseillent au chah d'ouvrir le pays au commerce étranger ; en 1888, la rivière Karoun (Khuzestan) est ainsi ouverte au commerce étranger, tandis que Paul Reuter obtient une concession pour ouvrir la première banque en Iran. En 1890, une compagnie britannique obtient le monopole sur le tabac. Mais la révolte dite du Tabac, conduite par le clergé chiite, contraint le chah à annuler ces concessions.

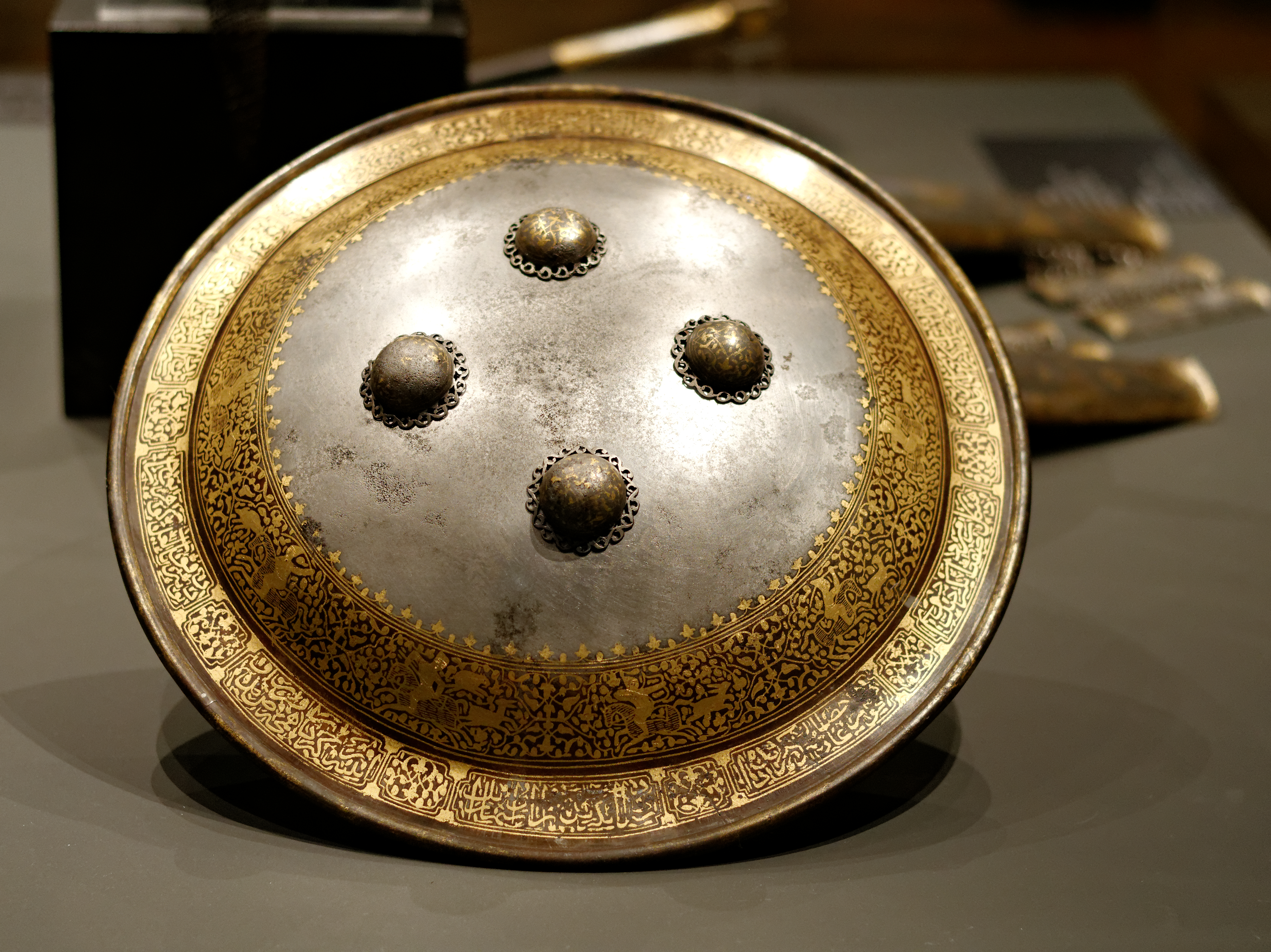
Bouclier qadjar,.

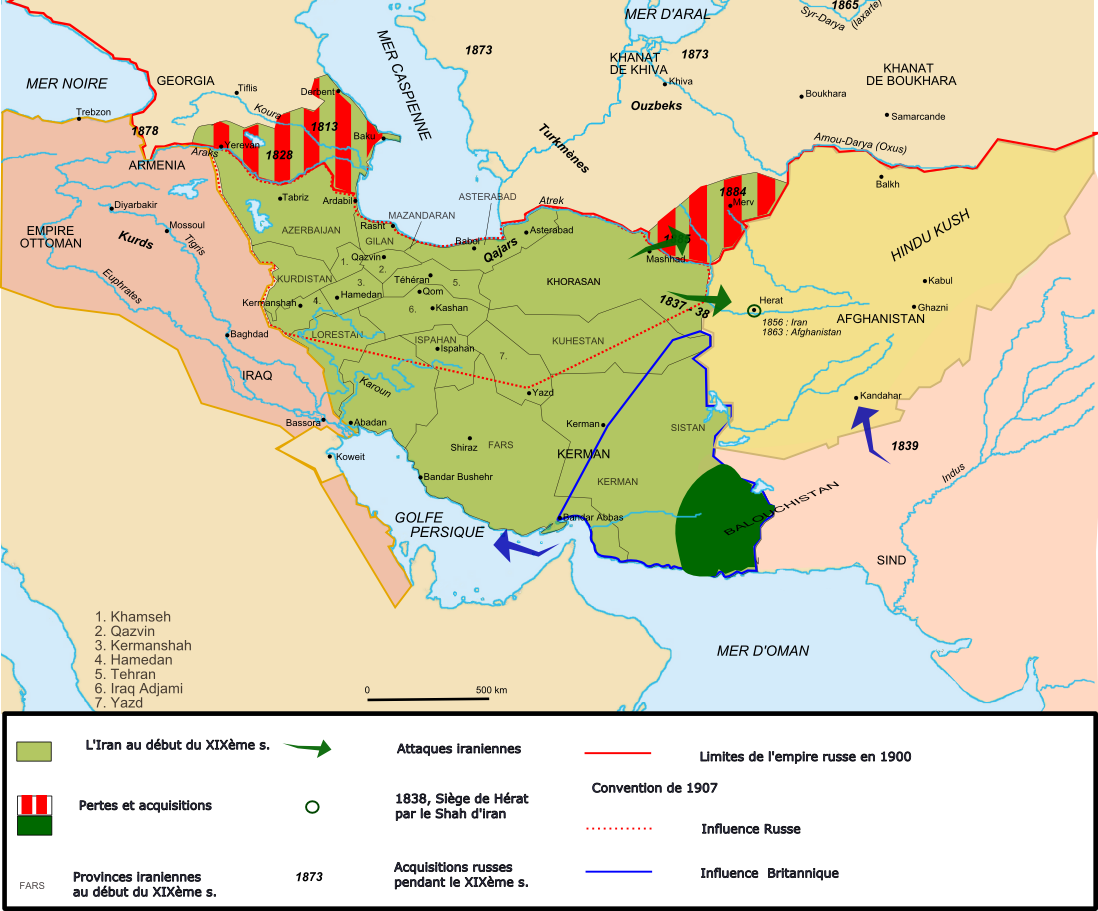
L'État qadjar vers 1900.

Le long règne de Nassereddine Chah (près de cinquante ans), et ses voyages en Europe, qui sont les premières visites d'un souverain iranien en Occident, ouvrent aussi le pays à de nouveaux courants de pensée, auxquels une grande partie du clergé est hostile.

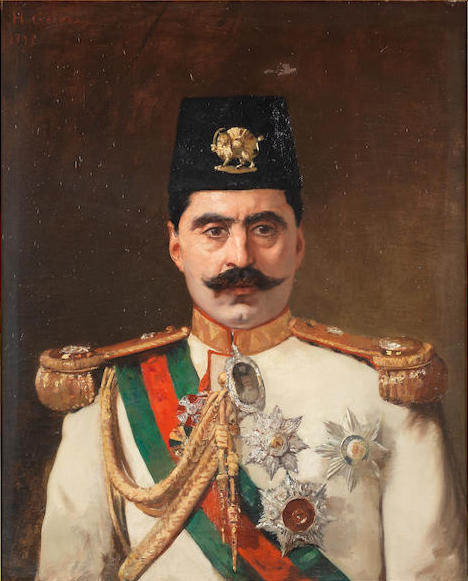
A Qajar diplomat, Mirza Reza Khan Arfa' al-Dawlah
par Henri Gervex, 1898
Collection privée

Le chah est assassiné en 1896 par le mirza Reza Kermani. Cet événement, unique dans les annales de la Perse moderne, précède la révolution constitutionnelle (1905-1911) qui aboutit à doter l'Iran d'une constitution et d'un parlement. L'opposition à l'ingérence étrangère et aux concessions accordées à des Européens, les idées nouvelles que sont en Iran la liberté et la démocratie, sont à l'origine de cette révolution qui, soutenue par une partie du clergé et le mécontentement populaire, emporte l'adhésion de grands marchands et d'intellectuels désireux de limiter les pouvoirs du chah. Une constitution est accordée par Mozaffareddine Chah le 30 décembre 1906, mais il meurt cinq jours après.
Mohammad Ali Chah, le fils de Mozaffareddine Chah, s'oppose à la constitution avec l'aide des Russes. En s'appuyant sur la brigade cosaque persane, en juin 1908 il fait bombarder le parlement, le Madjles, qu'il fait fermer après avoir fait arrêter les députés. Le pays entre alors dans une période despotique qui dure près d'un an. Car en juillet 1909, des forces constitutionnelles, arrivant de Rasht et de Tabriz après des batailles et de nombreuses victimes, rétablissent la constitution et destituent le souverain, qui s'exile en Russie.
Son fils, Ahmad Chah, accède au trône à l'âge de onze ans. Le pays connaît une autre période trouble. Il est occupé par les armées russes, britanniques et ottomanes durant la Première Guerre mondiale. Le jeune roi, démocrate, est incapable de garantir la stabilité du pays et de faire régner l'ordre.
La dynastie Qadjare est destituée par le Parlement en 1925. Alors que le roi Ahmad Chah est en visite en Europe, Reza Khan, son premier ministre, mène un coup d'État et plusieurs membres du Madjles sont contraints de signer la destitution du roi Ahmad Chah. Reza Khan accède ainsi au trône du Paon et fonde la dynastie Pahlavi en 1925. Ahmad Chah meurt en 1930 en France, à Neuilly-sur-Seine.

## Liste des souverains
- 1786 - juin 1797 : Agha Mohammad Shah
- juin 1797 - 23 octobre 1834 : Fath Ali Shah
- 23 octobre 1834 - 4 juillet 1848 : Mohammad Shah
- 4 juillet 1848 - 1er juin 1896 : Nassereddine Shah
- 1er juin 1896 - 8 janvier 1907 : Mozaffaredin Shah
- 8 janvier 1907 - 16 juillet 1909 : Mohammad Ali Shah
- 16 juillet 1909 - 31 octobre 1925 : Ahmad Chah

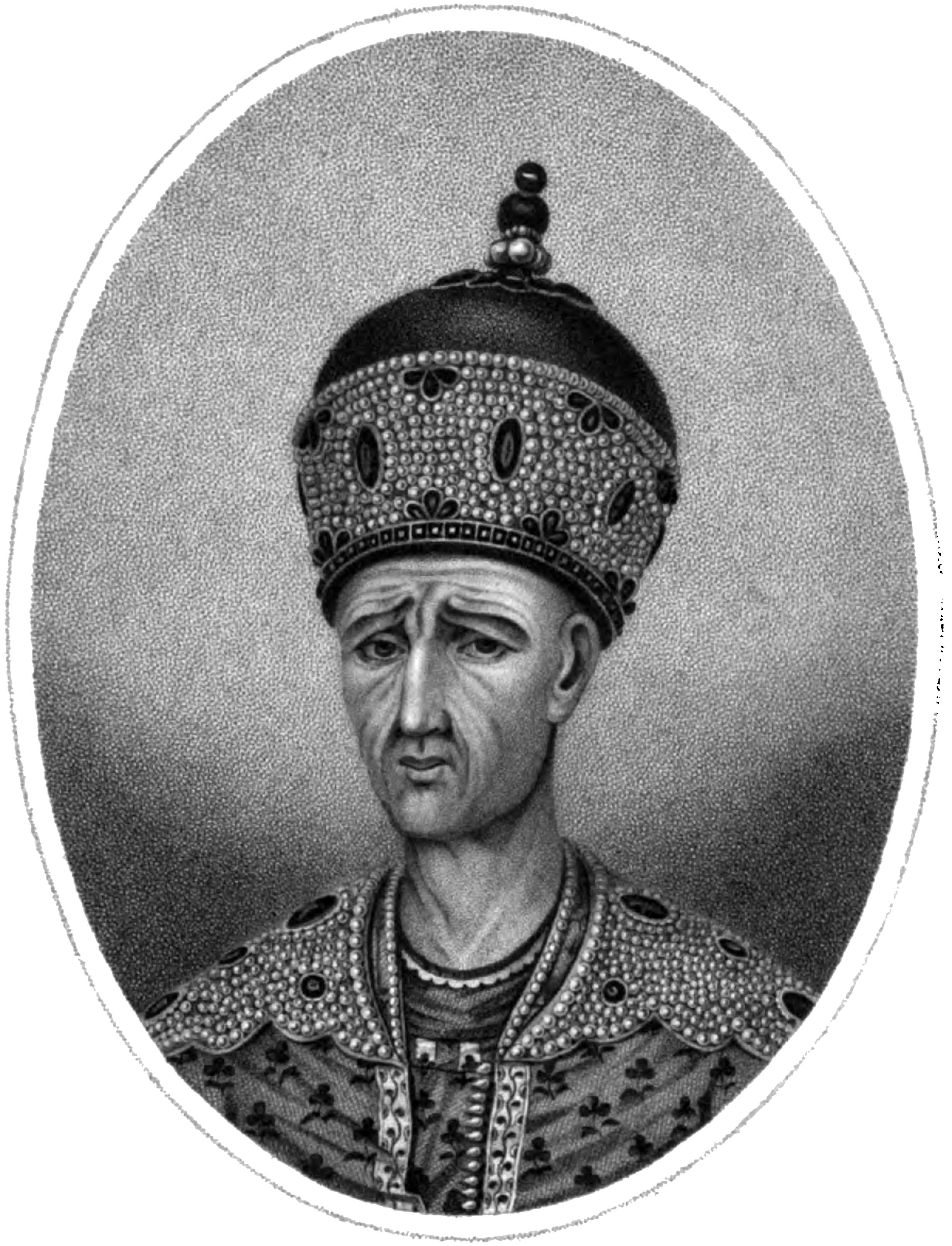
Agha Mohammad Shah (1742-1797).
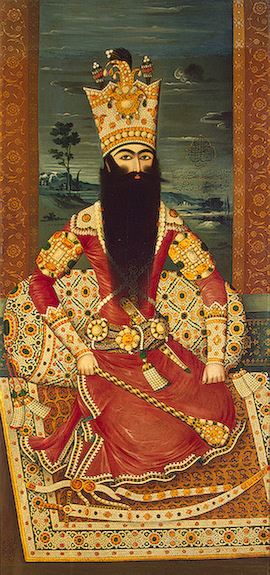
Fath Ali Shah Qajar (1772-1834), peint par Mihr Ali.
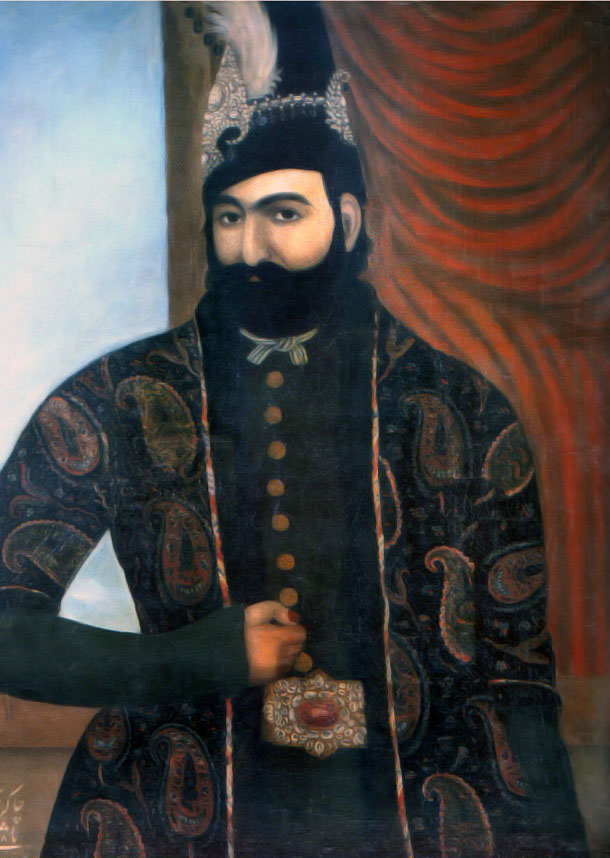
Mohammad Shah Qajar (1808-1848).
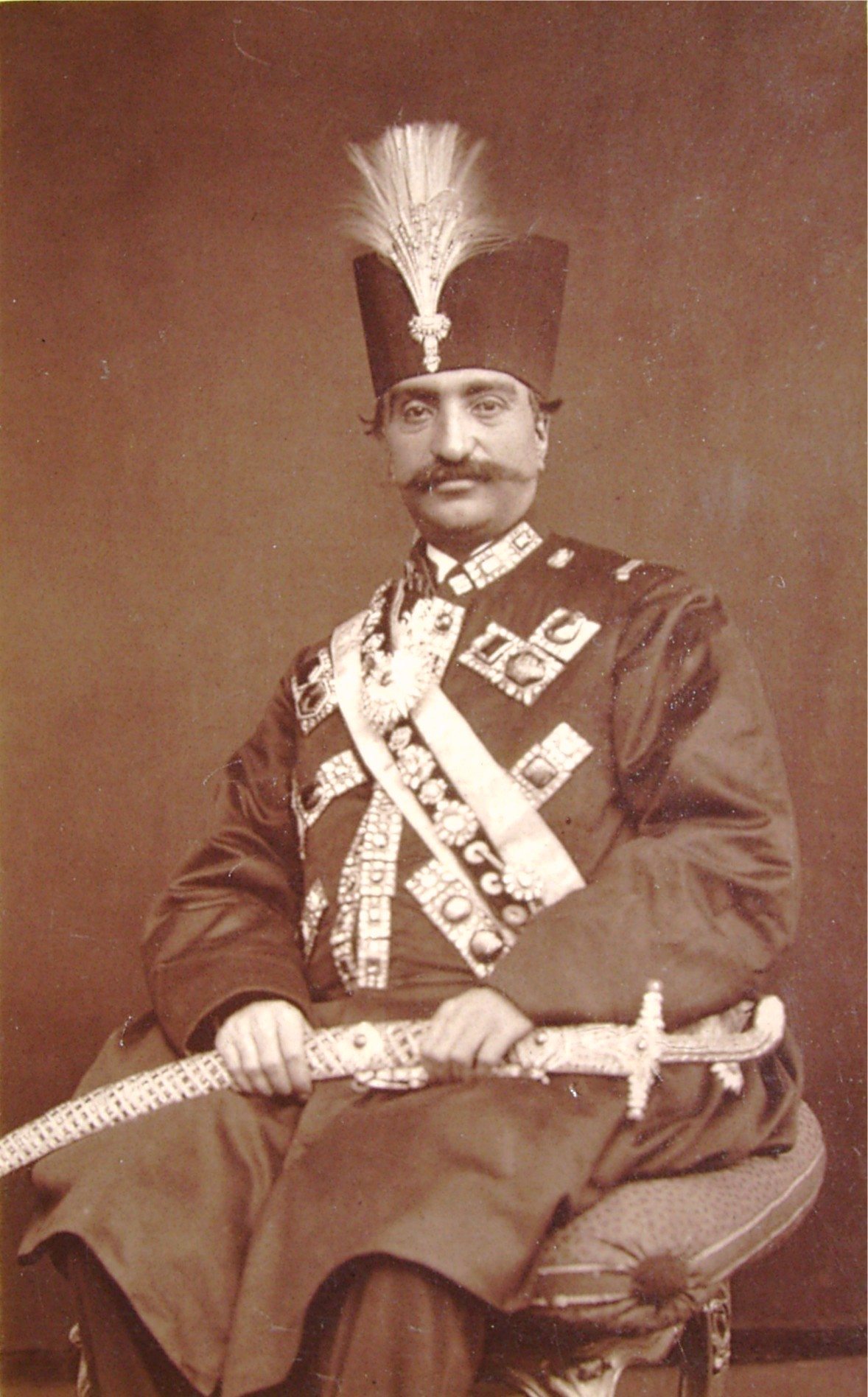
Nassereddine Chah (1831-1896).
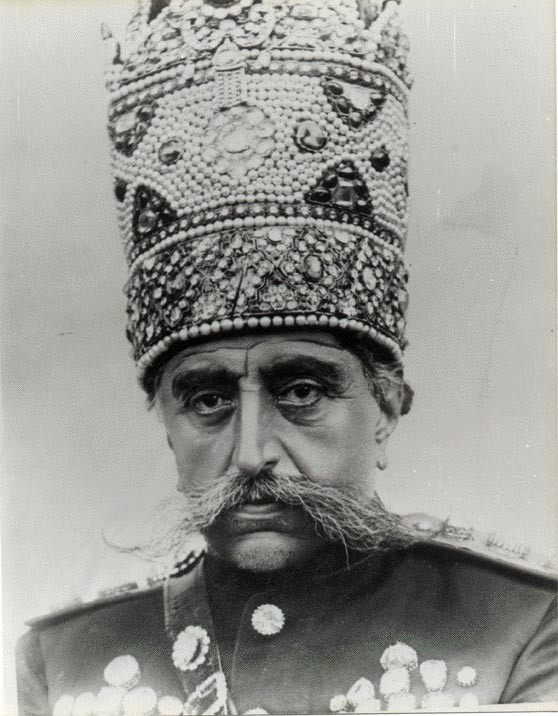
Mozaffaredin Shah (1853-1907).
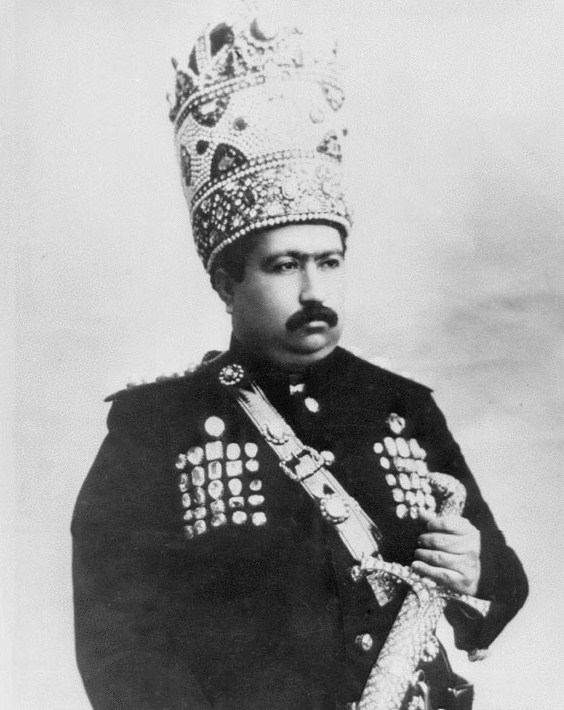
Mohammad Ali Shah (1872-1925).
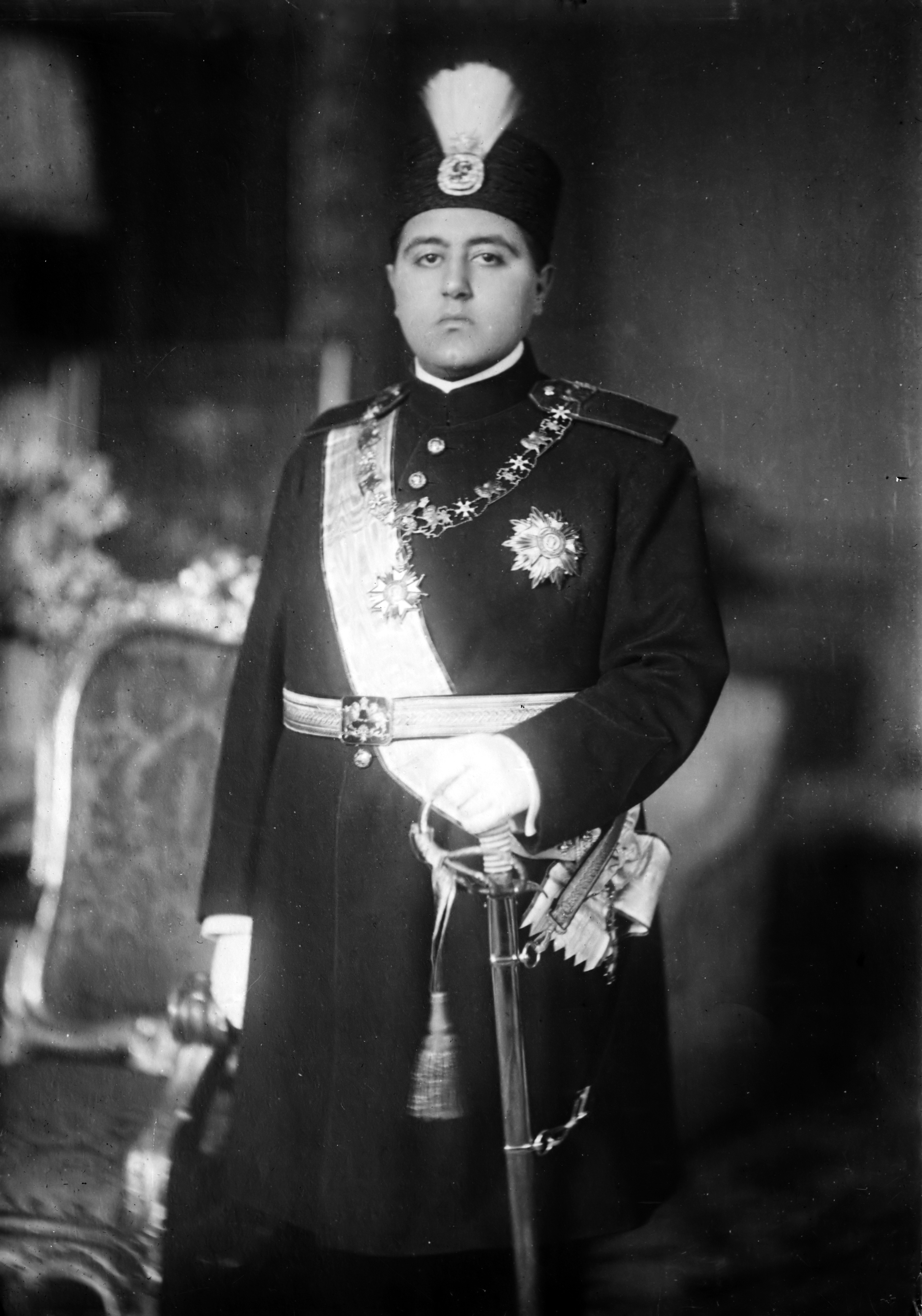
Ahmad Chah Qadjar (1898-1930).

## Arbre généalogique simplifié
|  |  |  |  |  |  |                        |                        |                        |                        |                                |                                |                                |                                | Fath Ali Khan (en) (1686-1726)        |                                   |                                   |                                   |                                   |                                   |                                |                                |                                |                                |                                |                                |                                |                                |  |  |                                |                                |                                |                                |                                |                                |  |  |  |  |  |  |  |  |  |  |  |  |  |  |  |  |  |  |  |  |  |  |  |  |  |  |  |  |
|  |  |  |  |  |  |                        |                        |                        |                        |                                |                                |                                |                                |                                       |                                   |                                   |                                   |                                   |                                   |                                |                                |                                |                                |                                |                                |                                |                                |  |  |                                |                                |                                |                                |                                |                                |  |  |  |  |  |  |  |  |  |  |  |  |  |  |  |  |  |  |  |  |  |  |  |  |  |  |  |  |
|  |  |  |  |  |  |                        |                        |                        |                        |                                |                                |                                |                                | Mohammad Hassan Khan (1722-1759)      |                                   |                                   |                                   |                                   |                                   |                                |                                |                                |                                |                                |                                |                                |                                |  |  |                                |                                |                                |                                |                                |                                |  |  |  |  |  |  |  |  |  |  |  |  |  |  |  |  |  |  |  |  |  |  |  |  |  |  |  |  |
|  |  |  |  |  |  |                        |                        |                        |                        |                                |                                |                                |                                |                                       |                                   |                                   |                                   |                                   |                                   |                                |                                |                                |                                |                                |                                |                                |                                |  |  |                                |                                |                                |                                |                                |                                |  |  |  |  |  |  |  |  |  |  |  |  |  |  |  |  |  |  |  |  |  |  |  |  |  |  |  |  |
|  |  |  |  |  |  |                        |                        |                        |                        |                                |                                |                                |                                |                                       |                                   |                                   |                                   |                                   |                                   |                                |                                |                                |                                |                                |                                |                                |                                |  |  |                                |                                |                                |                                |                                |                                |  |  |  |  |  |  |  |  |  |  |  |  |  |  |  |  |  |  |  |  |  |  |  |  |  |  |  |  |
|  |  |  |  |  |  |                        |                        |                        |                        | Agha Mohammad Shah (1742-1797) | Agha Mohammad Shah (1742-1797) | Agha Mohammad Shah (1742-1797) | Agha Mohammad Shah (1742-1797) | Agha Mohammad Shah (1742-1797)        | Agha Mohammad Shah (1742-1797)    |                                   |                                   | Hossein Qholi Khan (1750-1777)    | Hossein Qholi Khan (1750-1777)    | Hossein Qholi Khan (1750-1777) | Hossein Qholi Khan (1750-1777) | Hossein Qholi Khan (1750-1777) | Hossein Qholi Khan (1750-1777) |                                |                                |                                |                                |  |  |                                |                                |                                |                                |                                |                                |  |  |  |  |  |  |  |  |  |  |  |  |  |  |  |  |  |  |  |  |  |  |  |  |  |  |  |  |
|  |  |  |  |  |  |                        |                        |                        |                        | Agha Mohammad Shah (1742-1797) | Agha Mohammad Shah (1742-1797) | Agha Mohammad Shah (1742-1797) | Agha Mohammad Shah (1742-1797) | Agha Mohammad Shah (1742-1797)        | Agha Mohammad Shah (1742-1797)    |                                   |                                   | Hossein Qholi Khan (1750-1777)    | Hossein Qholi Khan (1750-1777)    | Hossein Qholi Khan (1750-1777) | Hossein Qholi Khan (1750-1777) | Hossein Qholi Khan (1750-1777) | Hossein Qholi Khan (1750-1777) |                                |                                |                                |                                |  |  |                                |                                |                                |                                |                                |                                |  |  |  |  |  |  |  |  |  |  |  |  |  |  |  |  |  |  |  |  |  |  |  |  |  |  |  |  |
|  |  |  |  |  |  |                        |                        |                        |                        |                                |                                |                                |                                |                                       |                                   |                                   |                                   | Fath Ali Shah (1771-1834)         |                                   |                                |                                |                                |                                |                                |                                |                                |                                |  |  |                                |                                |                                |                                |                                |                                |  |  |  |  |  |  |  |  |  |  |  |  |  |  |  |  |  |  |  |  |  |  |  |  |  |  |  |  |
|  |  |  |  |  |  |                        |                        |                        |                        |                                |                                |                                |                                |                                       |                                   |                                   |                                   |                                   |                                   |                                |                                |                                |                                |                                |                                |                                |                                |  |  |                                |                                |                                |                                |                                |                                |  |  |  |  |  |  |  |  |  |  |  |  |  |  |  |  |  |  |  |  |  |  |  |  |  |  |  |  |
|  |  |  |  |  |  |                        |                        |                        |                        |                                |                                |                                |                                |                                       |                                   |                                   |                                   | Abbas Mirza (1789-1833)           |                                   |                                |                                |                                |                                |                                |                                |                                |                                |  |  |                                |                                |                                |                                |                                |                                |  |  |  |  |  |  |  |  |  |  |  |  |  |  |  |  |  |  |  |  |  |  |  |  |  |  |  |  |
|  |  |  |  |  |  |                        |                        |                        |                        |                                |                                |                                |                                |                                       |                                   |                                   |                                   |                                   |                                   |                                |                                |                                |                                |                                |                                |                                |                                |  |  |                                |                                |                                |                                |                                |                                |  |  |  |  |  |  |  |  |  |  |  |  |  |  |  |  |  |  |  |  |  |  |  |  |  |  |  |  |
|  |  |  |  |  |  |                        |                        |                        |                        |                                |                                |                                |                                |                                       |                                   |                                   |                                   | Mohammad Shah (1808-1848)         |                                   |                                |                                |                                |                                |                                |                                |                                |                                |  |  |                                |                                |                                |                                |                                |                                |  |  |  |  |  |  |  |  |  |  |  |  |  |  |  |  |  |  |  |  |  |  |  |  |  |  |  |  |
|  |  |  |  |  |  |                        |                        |                        |                        |                                |                                |                                |                                |                                       |                                   |                                   |                                   |                                   |                                   |                                |                                |                                |                                |                                |                                |                                |                                |  |  |                                |                                |                                |                                |                                |                                |  |  |  |  |  |  |  |  |  |  |  |  |  |  |  |  |  |  |  |  |  |  |  |  |  |  |  |  |
|  |  |  |  |  |  |                        |                        |                        |                        |                                |                                |                                |                                |                                       |                                   |                                   |                                   | Nassereddine Chah (1831-1896)     |                                   |                                |                                |                                |                                |                                |                                |                                |                                |  |  |                                |                                |                                |                                |                                |                                |  |  |  |  |  |  |  |  |  |  |  |  |  |  |  |  |  |  |  |  |  |  |  |  |  |  |  |  |
|  |  |  |  |  |  |                        |                        |                        |                        |                                |                                |                                |                                |                                       |                                   |                                   |                                   |                                   |                                   |                                |                                |                                |                                |                                |                                |                                |                                |  |  |                                |                                |                                |                                |                                |                                |  |  |  |  |  |  |  |  |  |  |  |  |  |  |  |  |  |  |  |  |  |  |  |  |  |  |  |  |
|  |  |  |  |  |  |                        |                        |                        |                        |                                |                                |                                |                                |                                       |                                   |                                   |                                   | Mozaffaredin Shah (1853-1907)     |                                   |                                |                                |                                |                                |                                |                                |                                |                                |  |  |                                |                                |                                |                                |                                |                                |  |  |  |  |  |  |  |  |  |  |  |  |  |  |  |  |  |  |  |  |  |  |  |  |  |  |  |  |
|  |  |  |  |  |  |                        |                        |                        |                        |                                |                                |                                |                                |                                       |                                   |                                   |                                   |                                   |                                   |                                |                                |                                |                                |                                |                                |                                |                                |  |  |                                |                                |                                |                                |                                |                                |  |  |  |  |  |  |  |  |  |  |  |  |  |  |  |  |  |  |  |  |  |  |  |  |  |  |  |  |
|  |  |  |  |  |  |                        |                        |                        |                        |                                |                                |                                |                                |                                       |                                   |                                   |                                   | Mohammad Ali Shah (1872-1925)     |                                   |                                |                                |                                |                                |                                |                                |                                |                                |  |  |                                |                                |                                |                                |                                |                                |  |  |  |  |  |  |  |  |  |  |  |  |  |  |  |  |  |  |  |  |  |  |  |  |  |  |  |  |
|  |  |  |  |  |  |                        |                        |                        |                        |                                |                                |                                |                                |                                       |                                   |                                   |                                   |                                   |                                   |                                |                                |                                |                                |                                |                                |                                |                                |  |  |                                |                                |                                |                                |                                |                                |  |  |  |  |  |  |  |  |  |  |  |  |  |  |  |  |  |  |  |  |  |  |  |  |  |  |  |  |
|  |  |  |  |  |  |                        |                        |                        |                        |                                |                                |                                |                                |                                       |                                   |                                   |                                   |                                   |                                   |                                |                                |                                |                                |                                |                                |                                |                                |  |  |                                |                                |                                |                                |                                |                                |  |  |  |  |  |  |  |  |  |  |  |  |  |  |  |  |  |  |  |  |  |  |  |  |  |  |  |  |
|  |  |  |  |  |  | Ahmad Chah (1898-1930) | Ahmad Chah (1898-1930) | Ahmad Chah (1898-1930) | Ahmad Chah (1898-1930) | Ahmad Chah (1898-1930)         | Ahmad Chah (1898-1930)         |                                |                                | Mohammad Hassan Mirza (1899-1943)     | Mohammad Hassan Mirza (1899-1943) | Mohammad Hassan Mirza (1899-1943) | Mohammad Hassan Mirza (1899-1943) | Mohammad Hassan Mirza (1899-1943) | Mohammad Hassan Mirza (1899-1943) |                                |                                | Mahmoud Mirza (en) (1905-1988) | Mahmoud Mirza (en) (1905-1988) | Mahmoud Mirza (en) (1905-1988) | Mahmoud Mirza (en) (1905-1988) | Mahmoud Mirza (en) (1905-1988) | Mahmoud Mirza (en) (1905-1988) |  |  | Soltan Majid Mirza (1907-1986) | Soltan Majid Mirza (1907-1986) | Soltan Majid Mirza (1907-1986) | Soltan Majid Mirza (1907-1986) | Soltan Majid Mirza (1907-1986) | Soltan Majid Mirza (1907-1986) |  |  |  |  |  |  |  |  |  |  |  |  |  |  |  |  |  |  |  |  |  |  |  |  |  |  |  |  |
|  |  |  |  |  |  | Ahmad Chah (1898-1930) | Ahmad Chah (1898-1930) | Ahmad Chah (1898-1930) | Ahmad Chah (1898-1930) | Ahmad Chah (1898-1930)         | Ahmad Chah (1898-1930)         |                                |                                | Mohammad Hassan Mirza (1899-1943)     | Mohammad Hassan Mirza (1899-1943) | Mohammad Hassan Mirza (1899-1943) | Mohammad Hassan Mirza (1899-1943) | Mohammad Hassan Mirza (1899-1943) | Mohammad Hassan Mirza (1899-1943) |                                |                                | Mahmoud Mirza (en) (1905-1988) | Mahmoud Mirza (en) (1905-1988) | Mahmoud Mirza (en) (1905-1988) | Mahmoud Mirza (en) (1905-1988) | Mahmoud Mirza (en) (1905-1988) | Mahmoud Mirza (en) (1905-1988) |  |  | Soltan Majid Mirza (1907-1986) | Soltan Majid Mirza (1907-1986) | Soltan Majid Mirza (1907-1986) | Soltan Majid Mirza (1907-1986) | Soltan Majid Mirza (1907-1986) | Soltan Majid Mirza (1907-1986) |  |  |  |  |  |  |  |  |  |  |  |  |  |  |  |  |  |  |  |  |  |  |  |  |  |  |  |  |
|  |  |  |  |  |  |                        |                        |                        |                        |                                |                                |                                |                                | Hamid Mirza (en) (1918-1988)          | Hamid Mirza (en) (1918-1988)      | Hamid Mirza (en) (1918-1988)      | Hamid Mirza (en) (1918-1988)      | Hamid Mirza (en) (1918-1988)      | Hamid Mirza (en) (1918-1988)      |                                |                                |                                |                                |                                |                                |                                |                                |  |  | Ali Mirza Kadjar (1929-2011)   | Ali Mirza Kadjar (1929-2011)   | Ali Mirza Kadjar (1929-2011)   | Ali Mirza Kadjar (1929-2011)   | Ali Mirza Kadjar (1929-2011)   | Ali Mirza Kadjar (1929-2011)   |  |  |  |  |  |  |  |  |  |  |  |  |  |  |  |  |  |  |  |  |  |  |  |  |  |  |  |  |
|  |  |  |  |  |  |                        |                        |                        |                        |                                |                                |                                |                                | Hamid Mirza (en) (1918-1988)          | Hamid Mirza (en) (1918-1988)      | Hamid Mirza (en) (1918-1988)      | Hamid Mirza (en) (1918-1988)      | Hamid Mirza (en) (1918-1988)      | Hamid Mirza (en) (1918-1988)      |                                |                                |                                |                                |                                |                                |                                |                                |  |  | Ali Mirza Kadjar (1929-2011)   | Ali Mirza Kadjar (1929-2011)   | Ali Mirza Kadjar (1929-2011)   | Ali Mirza Kadjar (1929-2011)   | Ali Mirza Kadjar (1929-2011)   | Ali Mirza Kadjar (1929-2011)   |  |  |  |  |  |  |  |  |  |  |  |  |  |  |  |  |  |  |  |  |  |  |  |  |  |  |  |  |
|  |  |  |  |  |  |                        |                        |                        |                        |                                |                                |                                |                                | Mohammad Hassan Mirza II (en) (1949-) |                                   |                                   |                                   |                                   |                                   |                                |                                |                                |                                |                                |                                |                                |                                |  |  |                                |                                |                                |                                |                                |                                |  |  |  |  |  |  |  |  |  |  |  |  |  |  |  |  |  |  |  |  |  |  |  |  |  |  |  |  |